# Sauber C14
Sauber C14 byl vůz Formule 1, se kterým tým Sauber soutěžil v sezóně 1995. Vůz číslo 29 původně obsadil rakouský jezdec Karl Wendlinger, zatímco vůz číslo 30 obsadil Němec Heinz-Harald Frentzen. Wendlinger však nedosahoval očekávaných výkonů a po většinu zbytku sezóny ho nahradil Francouz Jean-Christophe Boullion. Testovacím jezdcem týmu byl Argentinec Norberto Fontana. Vůz byl poháněl motorem Ford ECA Zetec-R 3,0 V8 a běžel na palivo Castrol (ačkoli Petronas pouze sponzoroval tým, tak nakonec Sauber používal paliva a maziva Petronas od sezóny 1996 dále). Hlavním sponzorem týmu byl Red Bull.
Vůz byl představen a závodil v prvních závodech sezóny s výrazným úzkým a klesajícím nosem. Pro Grand Prix San Marina byl nahrazen konvenčnější zvednutou přídí nesoucí přední křídlo vespod na dvojitých podpěrách. Vůz se tak stal do značné míry nevýrazným záložníkem Formule 1 v polovině 90. let, i když byl pozoruhodný tím, že byl jediným vozem Formule 1 ze sezóny 1995 se zvednutými boky kokpitu, což bylo nařízeno od roku 1996. V Itálii dosáhl Frentzen na historicky první stupně vítězů týmu Sauberu ve Formuli 1, když skončil třetí.

## Kompletní výsledky ve Formuli 1
| Legenda k tabulce | Legenda k tabulce                                                                       |
| Barva             | Výsledek                                                                                |
| ----------------- | --------------------------------------------------------------------------------------- |
| Zlatá             | Vítěz                                                                                   |
| Stříbrná          | 2. místo                                                                                |
| Bronzová          | 3. místo                                                                                |
| Zelená            | Bodované umístění                                                                       |
| Modrá             | Nebodované umístění                                                                     |
| Modrá             | Dokončil neklasifikován (NC)                                                            |
| Fialová           | Odstoupil (Ret)                                                                         |
| Červená           | Nekvalifikoval se (DNQ)                                                                 |
| Červená           | Nepředkvalifikoval se (DNPQ)                                                            |
| Černá             | Diskvalifikován (DSQ)                                                                   |
| Bílá              | Nestartoval (DNS)                                                                       |
| Bílá              | Závod zrušen (C)                                                                        |
| Světle modrá      | Pouze trénoval (PO)                                                                     |
| Světle modrá      | Páteční testovací jezdec (TD)                                                           |
| Bez barvy         | Netrénoval (DNP)                                                                        |
| Bez barvy         | Vyřazen (EX)                                                                            |
| Bez barvy         | Nepřijel (DNA)                                                                          |
| Bez barvy         | Odvolal účast (WD)                                                                      |
| Bez barvy         | Nezúčastnil se (prázdné)                                                                |
| Označení          | Význam                                                                                  |
| Tučnost           | Pole position                                                                           |
| Kurzíva           | Nejrychlejší kolo                                                                       |
| †                 | Jezdec nedojel do cíle, ale byl klasifikován, protože odjel více než 90 % délky závodu. |
| ‡                 | Byl udělován poloviční počet bodů, protože bylo odjeto méně než 75 % délky závodu.      |
| Horní index       | Umístění bodujících jezdců ve sprintu                                                   |

| Rok  | Tým                  | Motor               | Pneumatiky | Jezdci                   | 1   | 2   | 3   | 4   | 5   | 6   | 7   | 8   | 9   | 10  | 11  | 12  | 13  | 14  | 15  | 16  | 17  | Body | Umístění |
| ---- | -------------------- | ------------------- | ---------- | ------------------------ | --- | --- | --- | --- | --- | --- | --- | --- | --- | --- | --- | --- | --- | --- | --- | --- | --- | ---- | -------- |
| 1995 | Red Bull Sauber Ford | Ford ECA Zetec-R V8 | G          |                          | BRA | ARG | SMR | ESP | MON | CAN | FRA | GBR | GER | HUN | BEL | ITA | POR | EUR | PAC | JPN | AUS | 18   | 7. místo |
| 1995 | Red Bull Sauber Ford | Ford ECA Zetec-R V8 | G          | Karl Wendlinger          | Ret | Ret | Ret | 13  |     |     |     |     |     |     |     |     |     |     |     | 10  | Ret | 18   | 7. místo |
| 1995 | Red Bull Sauber Ford | Ford ECA Zetec-R V8 | G          | Jean-Christophe Boullion |     |     |     |     | 8   | Ret | Ret | 9   | 5   | 10  | 11  | 6   | 12  | Ret | Ret |     |     | 18   | 7. místo |
| 1995 | Red Bull Sauber Ford | Ford ECA Zetec-R V8 | G          | Heinz-Harald Frentzen    | Ret | 5   | 6   | 8   | 6   | Ret | 10  | 6   | Ret | 5   | 4   | 3   | 6   | Ret | 7   | 8   | Ret | 18   | 7. místo |